# 早稲田大学大学院法学研究科・法学部
早稲田大学法学部（わせだだいがくほうがくぶ、英語: Waseda University School of Law）は、早稲田大学が設置する法学部。
また、早稲田大学大学院法学研究科（わせだだいがくだいがくいんほうがくけんきゅうか）は、法学を教育・研究する早稲田大学の大学院法学研究科。

## 概要

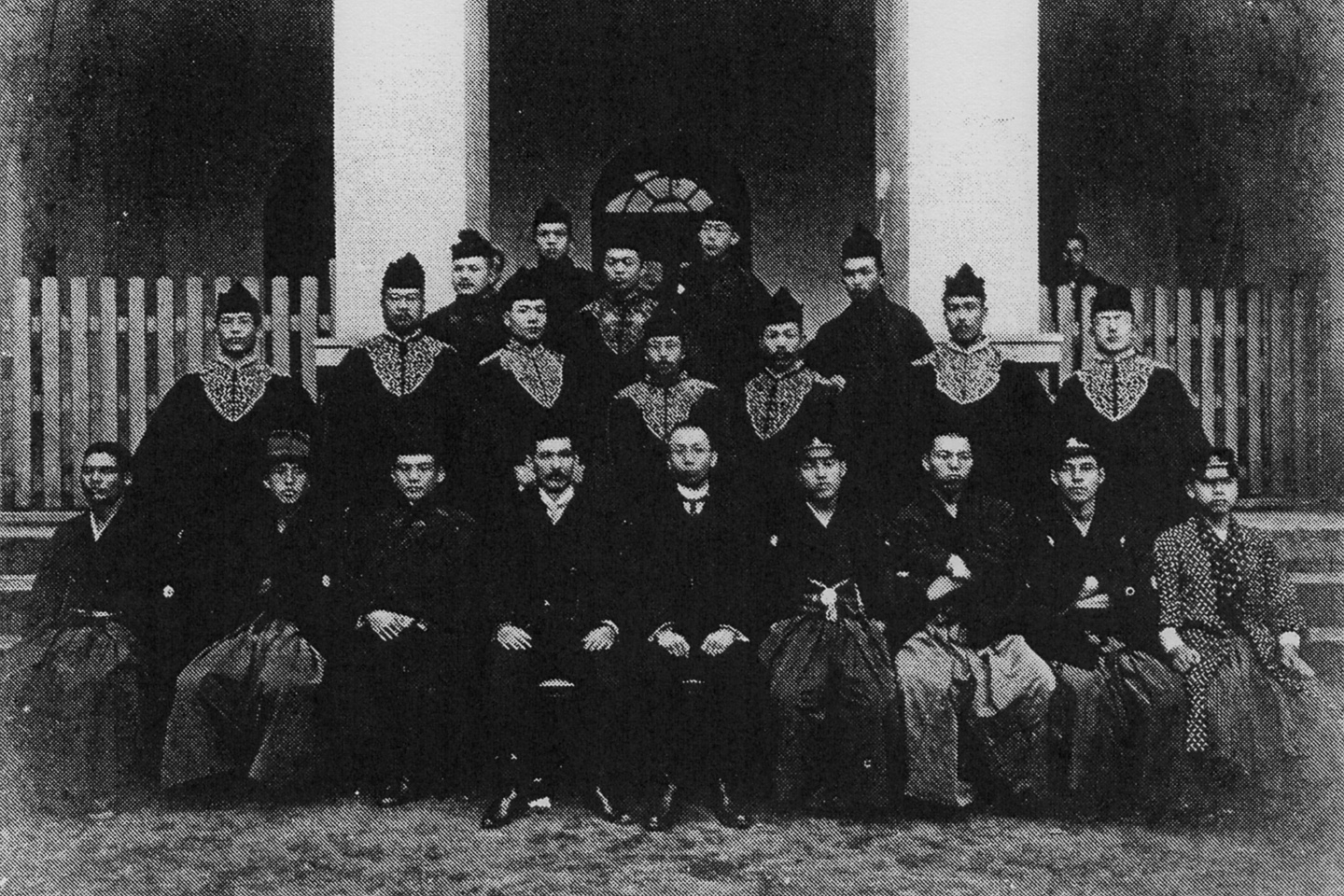
早稲田大学擬裁判（1912年）

法学部、法学研究科、法務研究科、比較法研究所、法務教育研究センターを併せて法学学術院と名称している。
早稲田キャンパス8号館（法学部棟）に本部を置く。設置当初は2号館（現1号館）に置かれ、9号館、旧8号館を経て2005年に竣工した現8号館に移転した。8号館の法学部学生読書室は、法学関係の学術文献から始まり法学雑誌を多数揃えるほか、模擬法廷を設置し、法学教育に特化した施設を持っている。法学研究科も8号館に置かれている（法務研究科は27号館に設置されている）。1922年より早稲田大学法学会が教員の研究成果の発表の場として『早稲田法学』を発刊し、さらに1933年には、学生の発表の場として『早稲田法学会誌』が創刊された。1963年には、人文科学・語学関係の論文集である『人文論集』も創刊された。創設当初からハーバード・ロースクールで始められたばかりの法曹養成教育を取り入れている。
1882年の東京専門学校創立時に、政治経済学科、理学科とともに設置された法学科をその起源とする。1902年の早稲田大学設置時には、法学科が大学部の一学科となり、1920年の大学令時には、政治経済学部、文学部、商学部、理工学部とともに、法学部が設置された。
また1949年の新制の早稲田大学設置時には、第一法学部と第二法学部が設置されたが、後者は1965年に募集を停止し（社会科学部への統合）、前者は1973年に法学部に改称した。
春学期と秋学期からなる二学期制が採用されており、別々に単位を取得する。「法律主専攻履修モデル」として、進路に応じた履修のモデルケースが設定されているが、必ずしも履修モデルに従う必要はなく、各個人の興味やスケジュールに応じて柔軟に選択することができる。ゼミとして「主専攻法学演習」が設置されており、2年次に開講する一部を除き、3年次から所属する。それが本人の専攻となる。
副専攻として、地域研究系としては「英語圏地域研究」「ドイツ語圏地域研究」「フランス語圏地域研究」「中国語圏地域研究」「スペイン語圏地域研究」、人文科学系には「歴史・思想研究」、「言語情報研究」、「表象文化研究」、社会科学系には「政治学研究」「経済学研究」「商学研究」が設置されており、修了要件を満たすことで副専攻として認められる。取得は任意である。
また、特に成績が優秀な学生には、大学院進学を前提とした3年次での卒業制度も用意されている。
学部生の大半が参加する大小の「法律サークル」の活動が盛んであり、学術院公認のものだけで約20に及ぶ。かつて法学部自治会は、早稲田大学で唯一日本民主青年同盟の拠点自治会であったが、学生運動の衰退とともに民青系の執行部が消滅し、無党派の学生が執行部を承継、学生運動のイメージ払拭のために法学部学生会に改称した。現在、本学で唯一の学生自治会となっている。建前上すべての法学部生が入会することになっているが、大学による自治会費代理徴収はなく、会費の支払自体は任意であるため、未納の学生も多い。

## 沿革
- 1882年 - 東京専門学校創立。法律学科、政治経済学科、理学科を設置
- 1886年 - 学部制を施行。私立法律学校特別監督条規制定
- 1888年 - 学部制を廃止。法律学科が「私立法律学校特別監督条項」の適用を受ける。五大法律学校連合大討論会に参加
- 1891年 - 学部制復活
- 1893年 - 司法省告示により司法省指定学校となり、判事検事登用試験の受験資格が法律科に与えられる
- 1902年 - 早稲田大学と改称
- 1904年 - 専門学校令準拠の旧制専門学校となる
- 1920年 - 大学令により、法学部、政治経済学部、文学部、商学部、理工学部を設置
- 1925年 - 専門学校令準拠の大学部廃止
- 1949年 - 学制改革に伴い、新制大学設置。第一法学部、第二法学部を設置
- 1951年 - 旧制学部最後・新制学部最初の卒業式を挙行
- 1958年 - 比較法研究所開設
- 1965年 - 第二法学部廃止。社会科学部に統合
- 1973年 - 第一法学部を法学部に改称
- 2005年 - 新8号館（法学部棟）竣工
- 2022年 - 先端科学技術と法コース設置[2]

## 学部
学科組織はなく、以下3つのモデルに分類される。
- 2013年度から
  - 司法・法律専門職
検察官、裁判官、弁護士やその他の法律専門職などを目指す学生を対象とした履修モデル
  - 企業・渉外法務
企業・渉外法務を専門とする弁護士や、企業において国内外で発生する様々な法的問題に対処する企業内実務家などを目指すための履修モデル
  - 国際・公共政策
外交官などの国家公務員、地方公務員、ジャーナリスト、NPO職員などを目指す学生のための履修モデル

- 2012年度まで
  - 民事司法
民事法を中心に学び、法曹を目指す人向けのモデルと、その他の法律系専門職を目指す人向けのモデルがある
  - 刑事司法
刑事法を中心に学び、刑法学関係、刑事訴訟法学関係、刑事政策学関係の3つの分野を学ぶ
  - 国際関係
外交官や国際公務員、国際商取引などに携わる法律家や企業人などを目指す学生を対象としている
  - 公共政策
官公庁、公的セクター、NPOなど行政や公共政策部門での活躍を考えている学生を対処としている
  - 企業・金融
企業活動において法律の専門知識を活用し、法務担当部門への就職を考えている学生を対象としている
  - 市民社会と法
マスコミ、出版、福祉関係などに進む学生を対象としている

## 大学院
- 法学研究科
  - 民事法学専攻（以下、修士課程・博士後期課程）
  - 公法学専攻
  - 基礎法学専攻（修士課程）
- 法務研究科（法科大学院）
  - 法務専攻

## 学部長
- 田村達久（2022年-）.

## 主な教職員
- 元学校法人早稲田大学総長　大濱信泉
- 元学校法人早稲田大学総長　西原春夫
- 元学校法人早稲田大学総長　奥島孝康
- 前学校法人早稲田大学総長　鎌田薫
- 学校法人早稲田大学副総長　島田陽一
- 法学学術院長・法学部長　箱井崇史

- 浅倉むつ子（労働法、ジェンダー法）、東京都立大学名誉教授、民主主義科学者協会法律部会副理事長
- 石川正興（刑事政策・少年法）社会安全政策研究所所長
- 伊藤眞（民事訴訟法）、東京大学名誉教授
- 上村達男（商法）
- 牛山積（民法）
- 浦川道太郎（民法）
- 江頭憲治郎（商法）、東京大学名誉教授
- 小口彦太（中国法）、江戸川大学学長
- 大塚直（民法）
- 近江幸治（民法）
- 奥島孝康（商法)元総長（14代目）
- 加藤哲夫（民事訴訟法）
- 鎌田薫（民法）前総長（16代目）
- 齊藤金作（刑法）
- 笹倉秀夫（法哲学）
- 佐藤英善（行政法）
- 島田征夫（国際法）
- 曽根威彦（刑法）
- 高橋則夫（刑法）
- 高林龍（知的財産法）
- 田口守一（刑事訴訟法）
- 塚原朋一（民事訴訟法，知的財産法）、前知財高裁所長
- 道垣内正人（国際法）、東京大学名誉教授
- 栂善夫（民事訴訟法）
- 戸波江二（憲法）
- 中島徹（憲法）
- 中村眞澄（商法）
- 野村稔（刑法）
- 箱井崇史（商法）
- 水島朝穂（憲法）
- 水林彪（日本法制史）、東京都立大学名誉教授
- 山野目章夫（民法）

## 著名な卒業生
※1949年から1972年まで設置されていた第一、第二法学部の出身者も記載してある。

### 政界
- 海部俊樹（第76・77代内閣総理大臣、大蔵大臣、自民党総裁、世界連邦運動協会会長等を歴任）
- 岸田文雄（第100代・101代内閣総理大臣、元外務大臣、防衛大臣、自民党総裁、自民党宏池会会長）
- 青木幹雄（元内閣総理大臣臨時代理、元内閣官房長官）
- 小山松寿（元衆議院議長、名古屋帝国大学の設立に尽力）
- 松野博一（内閣官房長官、元文部科学大臣）
- 稲田朋美（弁護士、元防衛大臣、自民党政調会長、自民党幹事長代行）
- 山本有二（元農林水産大臣）
- 三塚博（元外務大臣、元大蔵大臣、元通商産業大臣、元運輸大臣）
- 松永光（元大蔵大臣、元文部大臣、元通商産業大臣）
- 北澤俊美（元防衛大臣）
- 武部勤（元農林水産大臣）
- 野田武夫（元自治大臣）
- 鈴木淳司（元総務大臣）
- 伊藤忠彦（復興大臣）
- 平将明（デジタル大臣）
- 早稲田夕季（衆議院議員）
- 山添拓（弁護士、最年少で参議院議員に当選）
- 岩谷良平（衆議院議員）
- 西田英範（参議院議員）

### 地方政界
- 大泉潤（函館市長）
- 西岡竹次郎（元長崎県知事）
- 寺田典城（元秋田県知事、参議院議員）
- 佐川一信（元水戸市長）
- 松本武洋（元和光市長）
- 影山剛士（湖西市長、元財務省主計局司計課予算執行企画室課長補佐）
- 新藤加菜（港区議会議員）
- 奥ノ木信夫（川口市長）
- 岡村幸四郎（元川口市長）

### 官界
- 石栗勉（外交官、国際連合アジア太平洋軍縮平和センター所長）
- 伊藤康成（防衛事務次官）
- 猪俣弘司（オランダ王国駐箚特命全権大使）
- 勝栄二郎（財務事務次官、ANAホールディングス取締役）
- 小林麻理（女性初の会計検査院院長）
- 佐藤一雄（農畜産業振興機構理事長、第48代水産庁長官、農林水産省大臣官房長、農林水産省生産局長）
- 佐藤博史（キューバ駐箚特命全権大使）
- 信夫隆生（水産庁次長、農林水産技術会議事務局研究総務官、農林水産省関東農政局長）[3]
- 杉山晋輔（外務事務次官、アメリカ合衆国駐箚特命全権大使）
- 髙橋憲一（防衛事務次官、内閣官房副長官補）
- 中満泉（国際連合事務次長、国際連合上級代表、一橋大学教授）
- 服部優（在カラチ日本国総領事館 総領事）
- 松尾恵美子（人事院事務総長）
- 水野政義（農林水産省輸出・国際局長、農林水産省大臣官房総括審議官）
- 宮坂完孝（参議院事務総長、国立国会図書館館長）
- 山田真貴子（内閣広報官、総務審議官、総務省情報流通行政局長、総務省大臣官房長、総務省情報通信国際戦略局長、内閣総理大臣秘書官）
- 倭島岳彦（在カルガリー日本国総領事館 総領事）

### 地方官界
- 川澄俊文（東京都副知事）
- 醍醐勇司（東京都水道局長）
- 中西充（東京都副知事）
- 福永正通（東京都副知事）
- 眞仁田勉（東京都副知事）

### 法曹
- 岡村和美（最高裁判所判事、消費者庁長官、最高検察庁検事）
- 高木常七（最高裁判所判事、名古屋高等裁判所長官、広島高等裁判所長官）
- 河合健司（仙台高等裁判所長官）
- 大塲亮太郎（名古屋高等検察庁検事長、仙台高等検察庁検事長、法務総合研究所所長）
- 伊丹俊彦（最高検察庁次長検事、大阪高等検察庁検事長）
- 曽木徹也（大阪高等検察庁検事長）
- 稲川龍也（広島高等検察庁検事長、高松高等検察庁検事長）
- 緒方重威（最高検察庁公安部長を経て、公安調査庁長官、広島高等検察庁検事長）
- 伊藤和子（弁護士、国際NGOヒューマンライツ・ナウ事務局長)
- 猿田佐世（弁護士、新外交イニシアティブ代表）
- 滝本太郎（弁護士、日本脱カルト協会理事）
- 林陽子（弁護士、国際連合女性差別撤廃委員会委員長、G7ジェンダー平等諮問委員）
- 平山正剛（弁護士、元日本弁護士連合会会長）
- 尾崎康（裁判官、弁護士、尾崎豊の兄)
- 内田雅敏（弁護士、戦争をさせない1000人委員会事務局長）
- 小林英明（弁護士、長島・大野・常松法律事務所パートナー)
- 平松剛（弁護士、平松剛法律事務所代表社員）

### 経済界
- 石井敬太（伊藤忠商事代表取締役社長）
- 宇野澤虎雄（宇野澤組鐵工所代表取締役会長）
- 内ヶ﨑茂（コンサルタント、HRガバナンス・リーダーズ代表取締役社長CEO）
- 野村秀雄（日本放送協会 (NHK) 会長）
- 原田宏哉（元東北電力代表取締役社長・特別顧問）
- 佐々木卓（TBSホールディングス代表取締役社長）
- 亀山慶二（テレビ朝日代表取締役社長）
- 丸山昌宏（毎日新聞グループホールディングス代表取締役社長）
- 川村和夫（明治ホールディングス代表取締役社長）
- 大久保恒夫（経営コンサルタント、元成城石井社長）
- 佐藤航陽（メタップス創業者、中退）
- 富原薫（北海道放送代表取締役社長）
- 浜本孝久（北海道テレビ放送代表取締役社長）
- 野村吉三郎（元全日本空輸社長・会長）
- 鳥海智絵（野村證券代表取締役副社長、元野村信託銀行代表執行役社長、邦銀初の女性社長）
- 西條晋一（元サイバーエージェント専務取締役COO、XTech代表取締役、エキサイト代表取締役社長）
- 越村敏昭（元東京急行電鉄株式会社社長・会長、東急グループ代表、日本ショッピングセンター協会会長)
- 藤野英人（投資家、レオス・キャピタルワークス創業者・代表取締役社長。元ゴールドマン・サックス社員）
- 澤村大輔（Stock代表取締役CEO）

### 小説家
- 石井遊佳（芥川賞作家）
- 上田岳弘（芥川賞作家、実業家、IT企業役員）

### その他
- 六代目立川談笑（落語家）
- 渡瀬恒彦（俳優）
- 若本規夫（声優）
- 新田万紀子（声優）
- 外山安樹子（ジャズピアニスト）
- 大川紫央 （宗教家、大川隆法の妻）